# Білль
Білль (англ. bill — рукопис, грамота) — у Великій Британії та інших англосаксонських країнах законопроєкт, який вноситься в законодавчий орган.
Білль, схвалений парламентом, називається актом або статутом (в Англії). За деякими актами назва білль зберігається і після прийняття їх парламентом, наприклад Білль про права (1689). Біллі бувають публічні (public) та приватні (private).
- Публічний білль — законопроєкт із питань загального законодавства та державного управління;
- приватний білль — проєкт постанови парламенту для вирішення спорів про право між приватними особами, компаніями та місцевими органами.